# 974年
| 千纪： | 1千纪 |
| 世纪： | 9世纪 \| 10世纪 \| 11世纪 |
| 年代： | 940年代 \| 950年代 \| 960年代 \| 970年代 \| 980年代 \| 990年代 \| 1000年代                                                                                   |
| 年份： | 969年 \| 970年 \| 971年 \| 972年 \| 973年 \| 974年 \| 975年 \| 976年 \| 977年 \| 978年 \| 979年                                                              |
| 纪年： | 甲戌年（狗年）；于阗天尊八年；辽保寧六年；北汉广运元年；北宋（吴越、南唐）开宝七年；南唐甲戌年（无年号，干支纪年）；大理明政六年；越南太平五年；日本天延二年 |

## 大事记
- 中国
  - 宋太祖发起宋滅南唐之戰。南唐弃用北宋年号，改以干支纪年称甲戌年。
  - 宋滅南唐之戰——采石之战 (974年)。

## 出生
- 丁璿，越南丁朝末代皇帝。
- 李公蘊，越南李朝开国皇帝。
- 藤原伊周，日本贵族。
- 藤原绥子，日本贵族。
- 藤原義子，日本贵族。
- 楊億，北宋文學家。
- 趙德欽，宋朝宗室。
- 鄧守恩，北宋宦官。

## 逝世
- 後晉出帝石重貴。
- 杜審肇，宋朝将领。
- 王审琦，宋朝将领。
- 王彦升，宋朝将领。
- 韩重赟，宋朝将领。
- 本篤六世，天主教教宗。
- 穆提，伊斯蘭教第四十一代哈里發。
- 藤原義孝，日本平安時代中期的公家、歌人。